# Теленовини
Теленовини (Telenowyny) – щомісячний телевізійний журнал TVP3. Раніше журнал транслювався на TVP Regionalna та TVP Info.

## Про програму
Телевізійні новини, що містять інформацію, журналістику та міні-репортажі про українську меншину в Польщі з 30957 осіб, іммігрантів з України та польсько-українські відносини, які історично є складними. Трансляція ведеться українською мовою з польськими субтитрами.